# اسکی‌واره

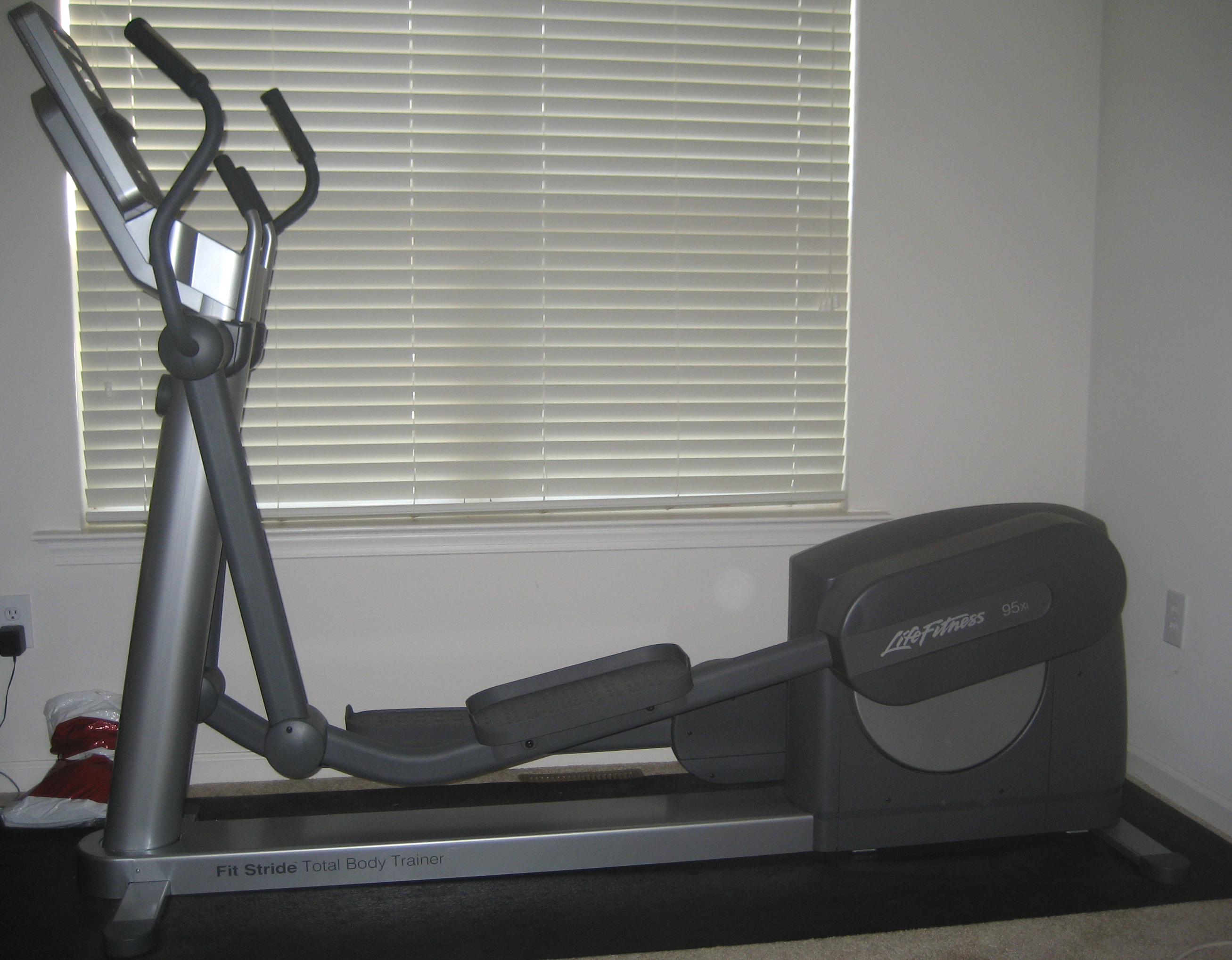
اسکی‌واره

اسکی‌واره یا اسکی‎‌فضایی، یا الیپتیکال (انگلیسی: Elliptical trainer) دستگاه ثابت تمرینی که با آن پله‌نوردی یا پیاده‌روی یا دو را بدون فشار بیش‌ازحد به مفاصل شبیه‌سازی می‌کنند، از این رو خطر آسیب ناشی از ضربات را کاهش می‌دهد. به همین دلیل افراد آسیب دیده نیز می‌توانند از الیپتیکال برای تناسب اندام استفاده کنند.
دستگاه‌های اسکی واره در دهه ی نود میلادی به بازار آمدند.